# Mediouna (Marocco)
Mediouna (in arabo مديونة‎?, Madyūna; in berbero: ⵍⵀⵔⴰⵡⵉⵢⵉⵏ, Lhrawiyin) è una città del Marocco, nella provincia omonima, nella regione di Casablanca-Settat.